# Michaela Endler
Michaela Jutta Endler (verheiratet: Michaela Probst; * 20. Dezember 1945 in Bad Godesberg) ist eine ehemalige deutsche Skilangläuferin.
Sie trainierte beim WSV Oberaudorf und beim WSV Aschau (Aschau im Chiemgau) und startete bei den Olympischen Winterspielen 1968 in Grenoble, den Olympischen Winterspielen 1972 in Sapporo und den Olympischen Winterspielen 1976 in Innsbruck.
Bei den Nordischen Skiweltmeisterschaften 1970 in Štrbské Pleso erreichte sie die Plätze 5 (5 km), 11 (10 km), und 6 (3 × 5 km Staffel mit Monika Mrklas und Ingrid Rothfuß).